# Józef Lamparski
Józef Lamparski – uczestnik powstania kościuszkowskiego, nagrodzony złotą obrączką Ojczyzna Obrońcy Swemu nr 4.